# Servicios sobre mensajería instantánea
Servicios sobre Mensajería Instantánea (SOMI) o (Services Over the Messenger; SOM) es un término que describe la entrega de información en forma de servicios sobre Protocolos de Mensajería instantánea, como por ejemplo Google Talk de Google que utiliza XMPP y son el mecanismo de comunicación más usado en la actualidad

## Definición
Todo servicio automático, que se pueda acceder mediante un cliente de mensajería instantánea, se puede considerar un SOMI, Los ejemplos clásicos de estos servicios son los bots, algunos muy útiles y famosos son los traductores de Google que usando a en2es@bot.talk.google.com te traduce del idioma inglés al español y bot@up.edu.mx que proporciona información de varias fuentes y vincula datos de Servicios Web

## Características
La principal característica, es que debe de proporcionar información de manera sencilla y rápida, generalmente, como el servicio, tiene información del usuario que realiza la consulta, no se requiere validación.
Otra característica, suele ser, que aprovechando el indicador de presencia, se muestre alguna información adicional al usuarios además de los estados comunes de Disponible, Ocupado o No Disponible.

## Ventajas
Las ventajas de estas aplicaciones son variadas, las más notorias son:

### Validación de Usuarios
Normalmente, el usuario ya se encuentra validado por el servicio de Mensajería instantánea, solo queda revisar, si se requiere, que el dominio sea el adecuado.
Como generalmente estos servicios utilizan SSL, ya no es necesario autentificar a los usuarios

### Publicación de la Aplicación
Al estar basada en servicios de presencia, generalmente no es necesario informar a los usuarios de la dirección del servidor, basta con que se les de la dirección del servicio.

### Modularidad de los servicios
Por la misma arquitectura de estos servicios, se podría separar en varios servidores las diferentes tareas, por ejemplo, un servidor consulta información de la Base de datos interna, y otro, se conecta a internet para información publica. Para el usuario, el servicio se encuentra baja una misma cuenta.